# 6666 Ranch

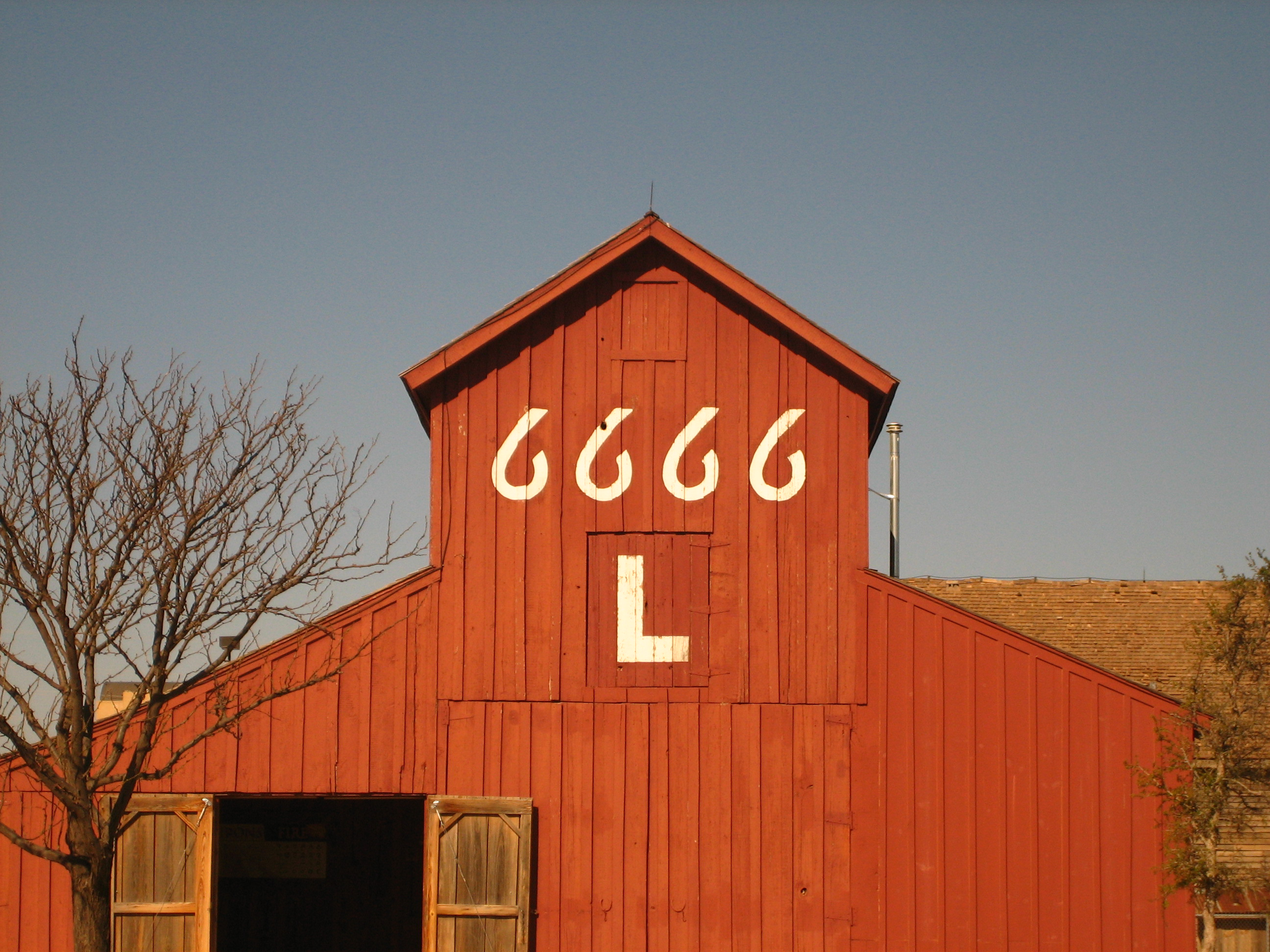
Grange rouge du ranch 6666 au musée du "National Ranching Heritage Center" à Lubbock, Texas.

Le ranch 6666 (alias Four Sixes Ranch) est un ranch historique des comtés de King, de Carson et de Hutchinson au Texas.

## Localisation
La section principale du ranch est située près de la ville de Guthrie dans le comté de King, au Texas,. Il s'étend sur 350 000 acres de terres. La maison principale du ranch se trouve à la sortie de l'US Highway 82. La section Dixon Creek s'étend sur 108 000 acres de terrain dans les comtés de Carson et Hutchinson. Le ruisseau Dixon traverse cette section du ranch près de Panhandle au Texas,.

## Histoire

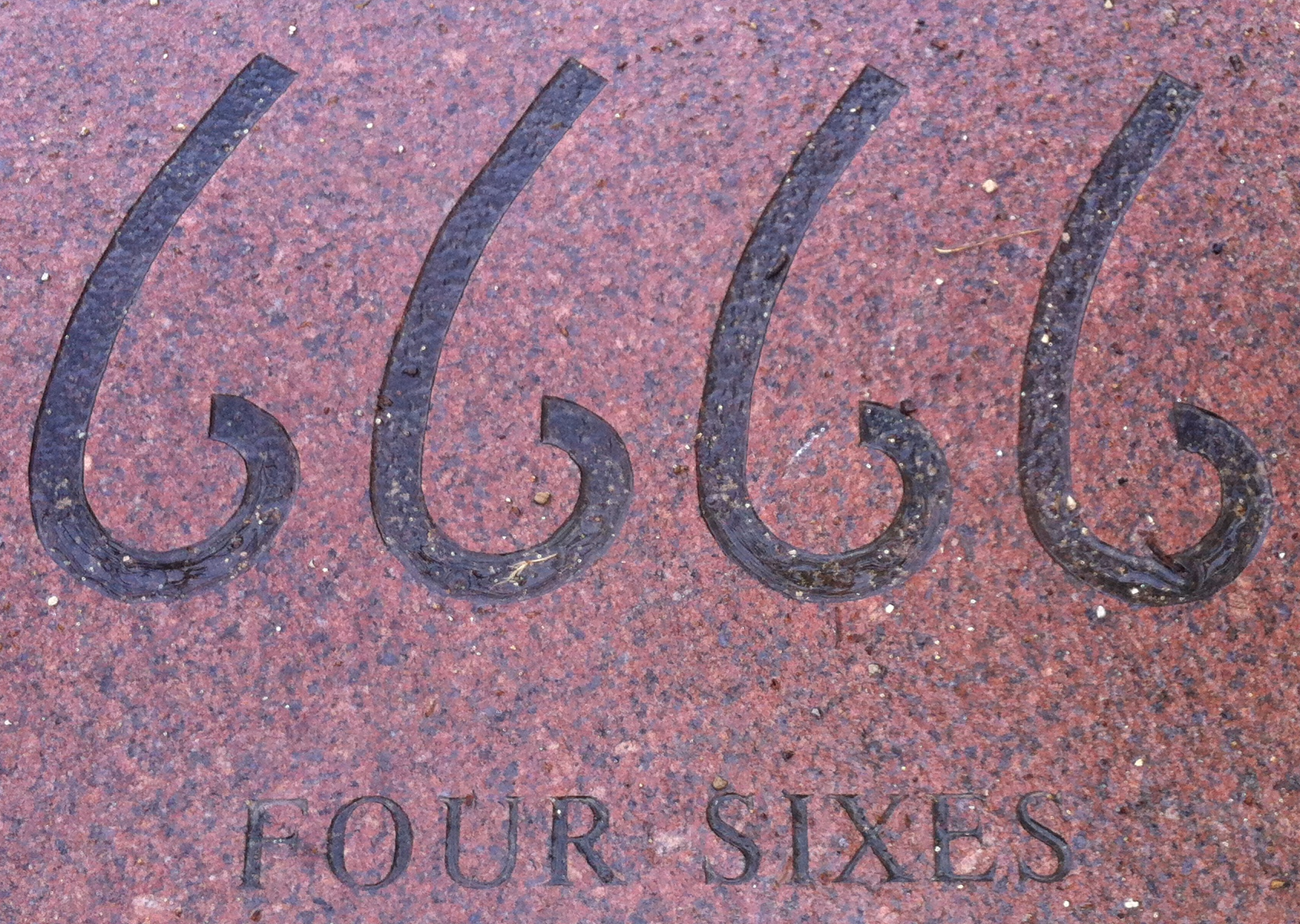
Logo du 6666 Ranch, située sur le trottoir des marques historiques du Texas, Pioneer Plaza à Dallas

Le ranch a été créé par Samuel Burk Burnett en 1900 après avoir acheté le terrain de la Louisville Land and Cattle Company,. La légende raconte qu'il a remporté le ranch au poker, à l'aide de quatre six. Cependant, Burnett et ses descendants ont nié ce conte folklorique. En réalité, le nom vient du premier troupeau qu'il a élevé sur le ranch, qui portait la marque "6666".
Burnett a élevé des taureaux Hereford et Durham de race pure, qui ont remporté des prix nationaux lors d'expositions de bétail partout aux États-Unis. Il élevait également des Quarter horse de race pure. En 1918, 2 000 bêtes ont été tuées par un blizzard. Cependant, trois ans plus tard, en 1921, du pétrole a été trouvé sur le ranch, le transformant ainsi en une entreprise très rentable.
Après la mort de Burnett en 1920, le ranch a été repris par sa petite-fille, Anne Valliant Burnett Tandy. Elle a acheté Grey Badger II et Hollywood Gold, deux chevaux de concours qui vivaient dans le ranch. En 1936, il y avait 20 000 bovins Hereford dans le ranch. Dans les années 1960 et 1970, la grange du ranch était utilisée dans des publicités pour la célèbre marque de cigarettes, Marlboro,. De plus, en 1975, des scènes du film Mackintosh et TJ ont été tournées au ranch.
En 1980, le ranch a été transmis à l'arrière-petite-fille de Burnett, Anne Windfohr Marion, et à son arrière-arrière-petite-fille, Wendi Grimes. Marion a cogéré le ranch avec son quatrième mari, John L. Marion,. Ils ont élevé des bovins Brangus avec des Hereford pour produire des Black Baldy, une race bovine résistante aux culicoides. De plus, une centaine de juments sont élevées au ranch chaque année.
Le 3 décembre 2020, le ranch était vendu conformément au testament d'Anne Burnett Marion, la propriétaire décédée en février 2020. Il était coté sur le marché pour un total de 347,7 millions de dollars. En mai 2021, un groupe d'acheteurs représenté par le cinéaste Taylor Sheridan a acheté le ranch,.
Le ranch a été peint par Tom Ryan et Mondel Rogers. Une grange du ranch a été déplacée au musée du "National Ranching Heritage Center" à Lubbock au Texas.

## Dans la culture populaire
Une série télévisée du même nom, basée sur le ranch, a été introduite en tant que pilote, lors de la quatrième saison de la série Yellowstone, diffusée le 7 novembre 2021 via le service de streaming Paramount+.